# Hendrik Voogd

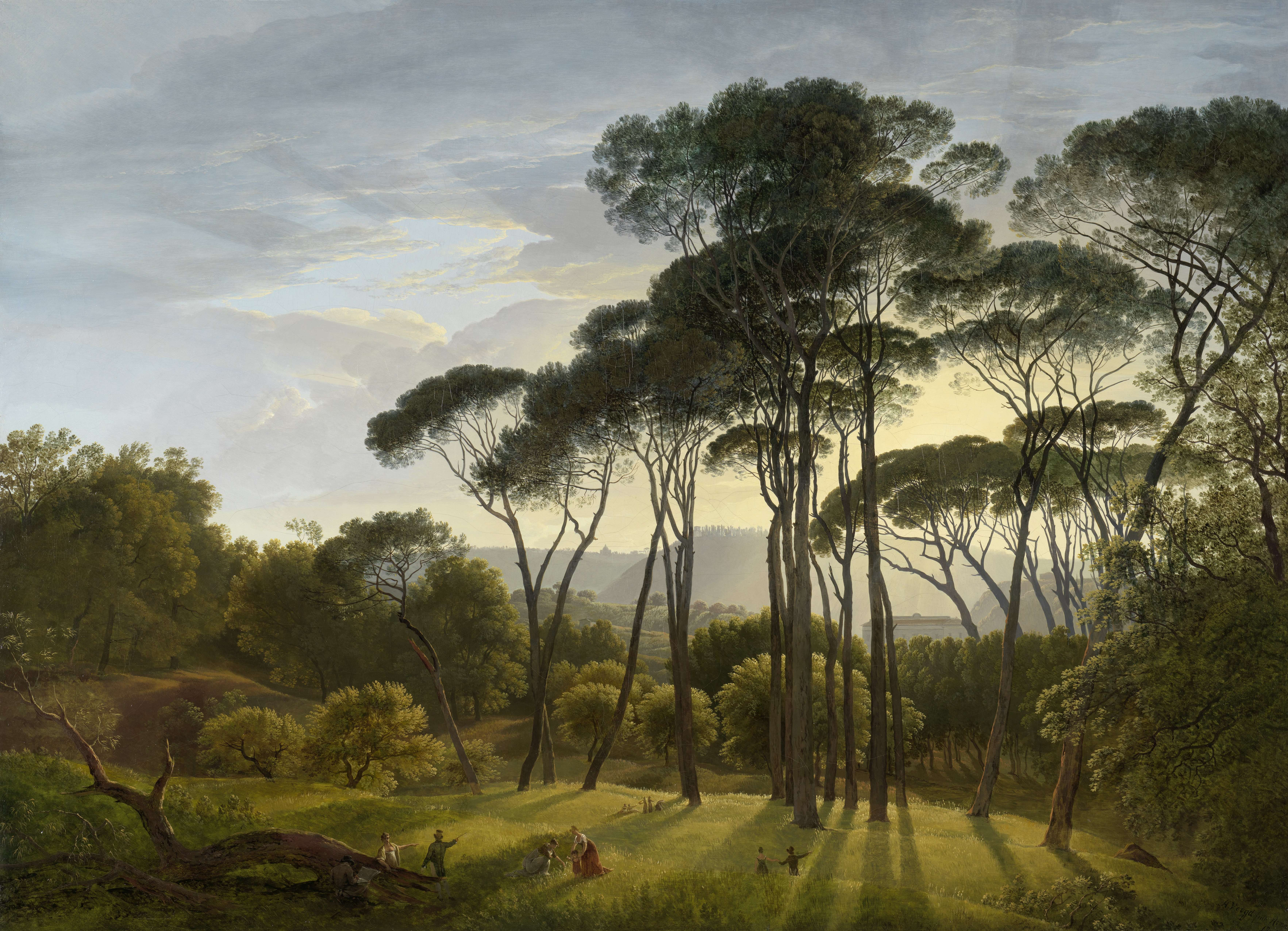
"Paisagem italiana com pinheiros", deHendrik Voogd, Rijksmuseum, 1807

Hendrik Voogd (Amesterdão, 10 de julho de 1768 — Roma, 4 de setembro de 1839) foi um pintor e gravurista da Holanda, que passou a maior parte de sua vida adulta na Itália.

## Biografia
Começou sua carreira em 1783 na sua cidade natal, Voogd estudou na Academia local e depois foi aprendiz do pintor Jurriaen Andriessen.
O financiamento do colecionador de arte D. Versteegh (1751-1822) possibilitou que partisse para Roma em 1788,para estudar principalmente pintura de paisagens.
É visível em algumas de suas pouco frequentes cartas para casa que fez inúmeros desenhos de Roma e suas cercanias, incluindo Tivoli, Lago Albano, Castelgandolfo e Lago Nemi. Alguns desses desenhos, executados usualmente a lápis ou nanquim, consistem de motivos retirados diretamente da natureza, como árvores, rochas.
Enquanto esteve na Itália tornou-se amigo de alguns pintores de paisagens, como Nicolas-Didier Boguet, Johann Christian Reinhart e Johann Martin von Rohden.
Suas aquarelas coloridas, típicas da época, eram tão influenciadas por Claude Lorrain que ele chegou a ser apelidado de  dutch Claude Lorrain.

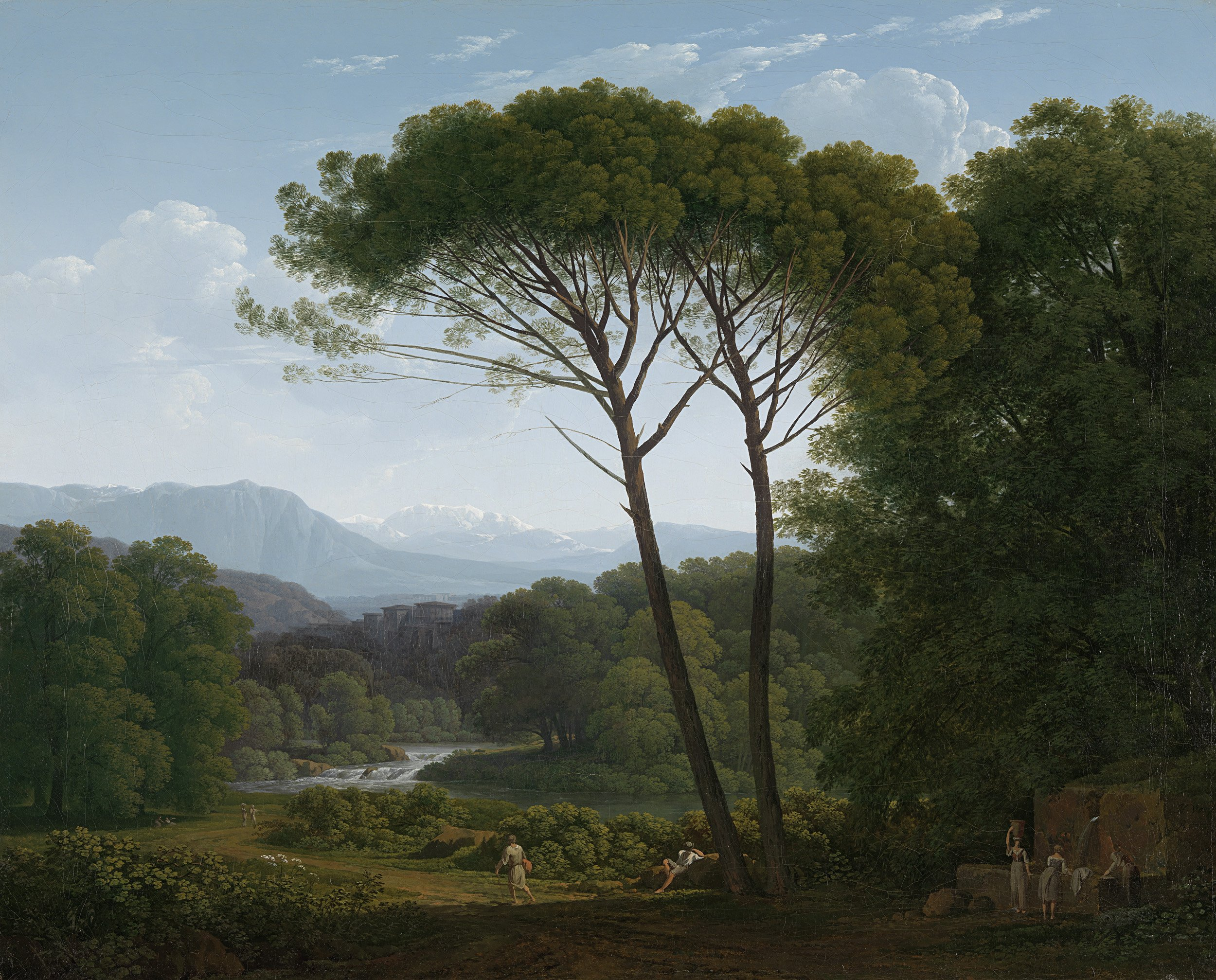
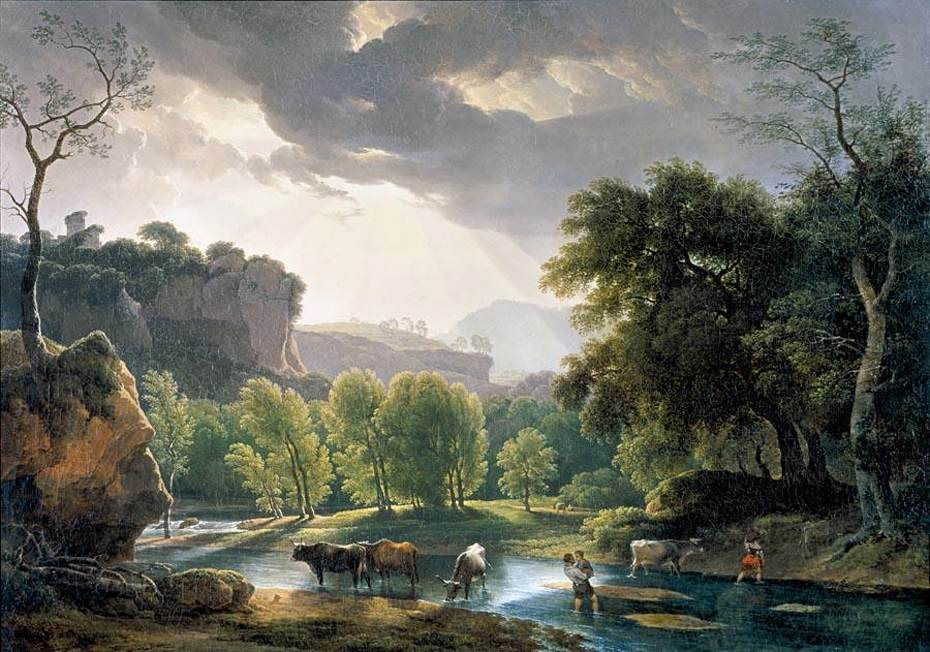
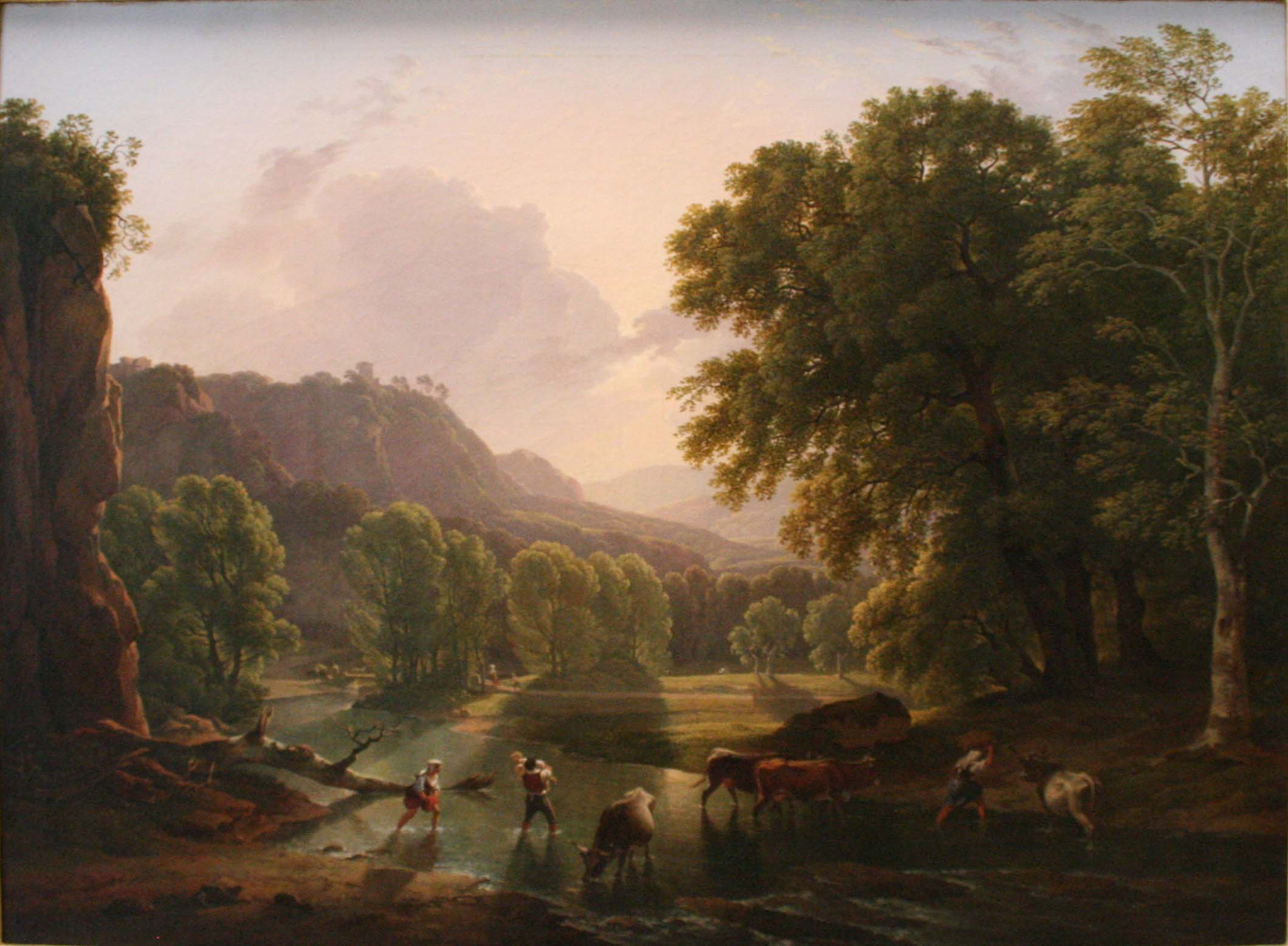
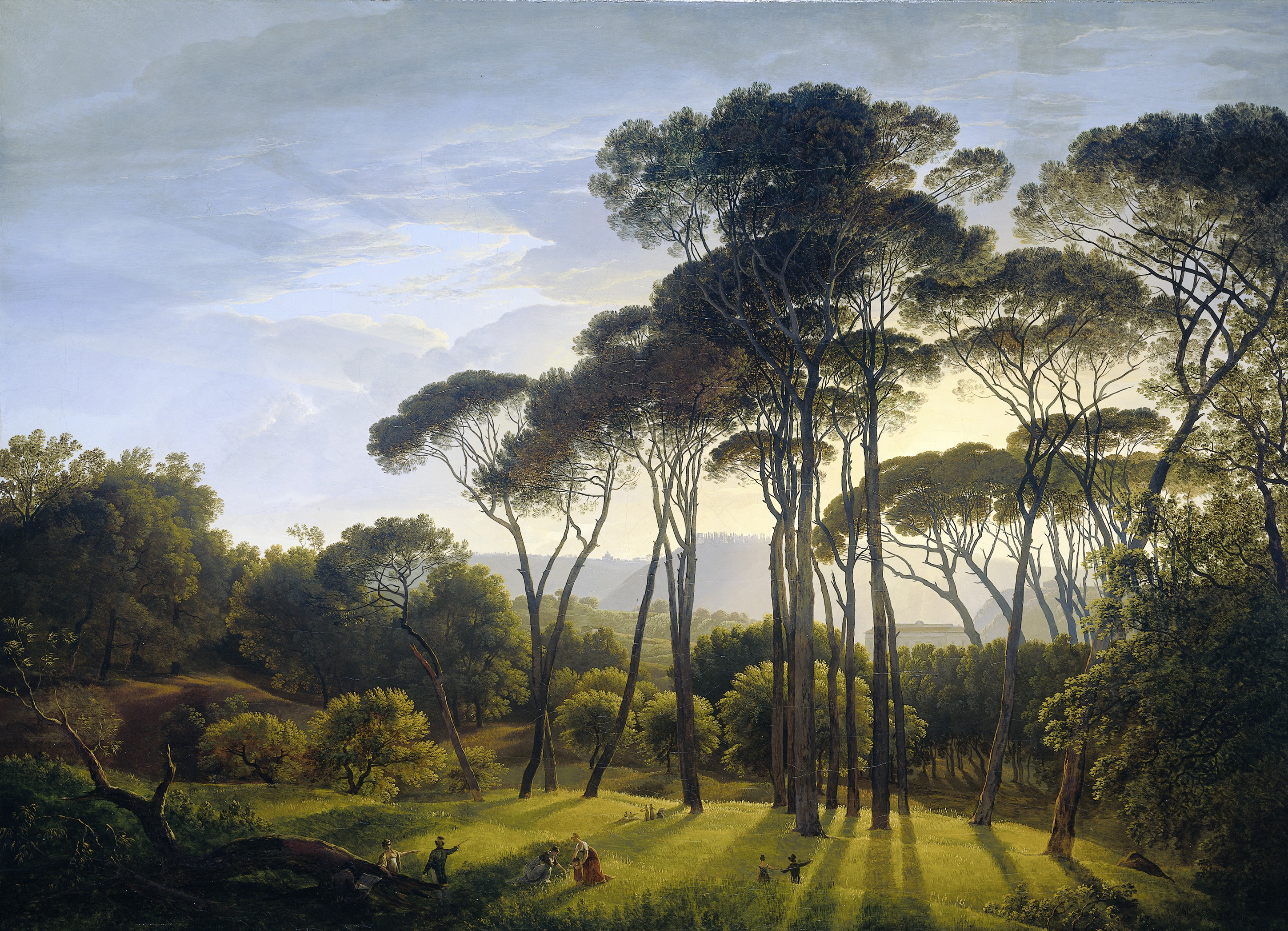